# Werk Nr. 37
Von 1932 bis 1943 war das Werk Nr. 37 (russisch Завод № 37) ein sowjetischer Produzent leichter Panzerfahrzeuge  in Moskau. Da der Betrieb nur der militärischen Produktion diente, erhielt er keinen zivilen Namen und war lediglich wie alle derartigen Einrichtungen nummeriert. Sein aktueller Nachfolger ist NPK NIIDAR, das Scientific and Research Institute for Long-Distance Radio Communications, russisch Научно-исследовательский институт дальней радиосвязи, „Wissenschafts- und Forschungsinstitut für Fern-Funkkommunikation“; von 1949 bis 1959 wurden hier in Zusammenarbeit mit dem elektromechanischen Werk NII-20 Lianosowo bereits mehrere Radargeräte entwickelt, mittlerweile unter anderem auch hier das moderne russische Woronesch-Radar-System.
Die Ursprünge des Werks gehen auf eine 1916 im Auftrag der zaristischen Armee gegründete Fabrik zur Reparatur von Automobilen zurück. Nach 1918 wurde das Werk verstaatlicht und diente der Instandsetzung von gepanzerten Radfahrzeugen. in den frühen 1930ern wurde Nr. 37 umstrukturiert, um hier den kleinen Schwimmpanzer T-37 produzieren zu können. Für die weitere Entwicklung von Militärfahrzeugen hatte es sein eigenes Konstruktionsbüro angeschlossen – der prominente sowjetische Konstrukteur N. A. Astrow leitete dieses von 1936 bis 1941. Unter seiner Leitung entwickelte und produzierte der Betrieb die kleinen Panzer T-38 und T-40, die bewaffnete leichte Artilleriezugmaschine T-20 Komsomolez und den leichten Panzer T-60 in Serie. Im November 1941 wurde der Betrieb wegen der Gefahr der Einnahme Moskaus durch die Wehrmacht nach Swerdlowsk evakuiert; dort produzierte das Werk den T-60 und Ersatzteile für den neuen Panzer T-70 und die Selbstfahrlafette SU-76. Nach dem Krieg wurde der Betrieb umorganisiert und das Werk verlor seine Unabhängigkeit und seine eigene Nummer.

## Produzierte Fahrzeuge

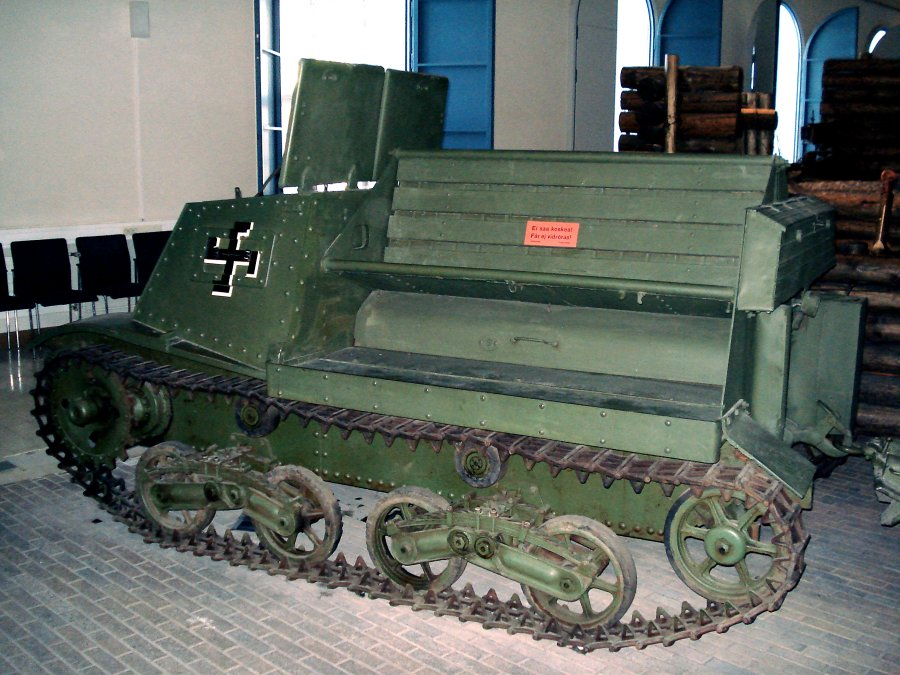
T-20 (1937–1941)
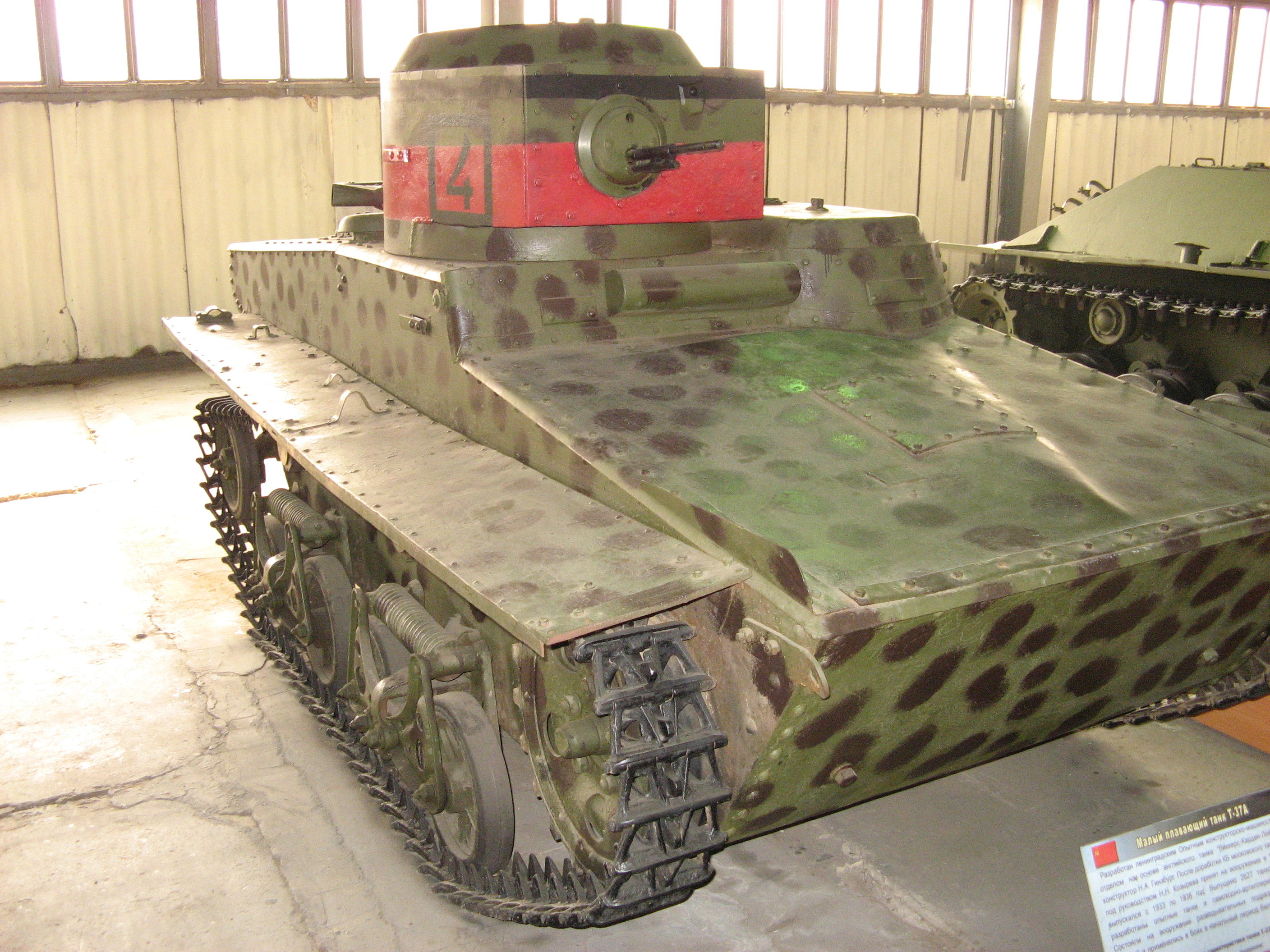
T-37A (1933–1936)
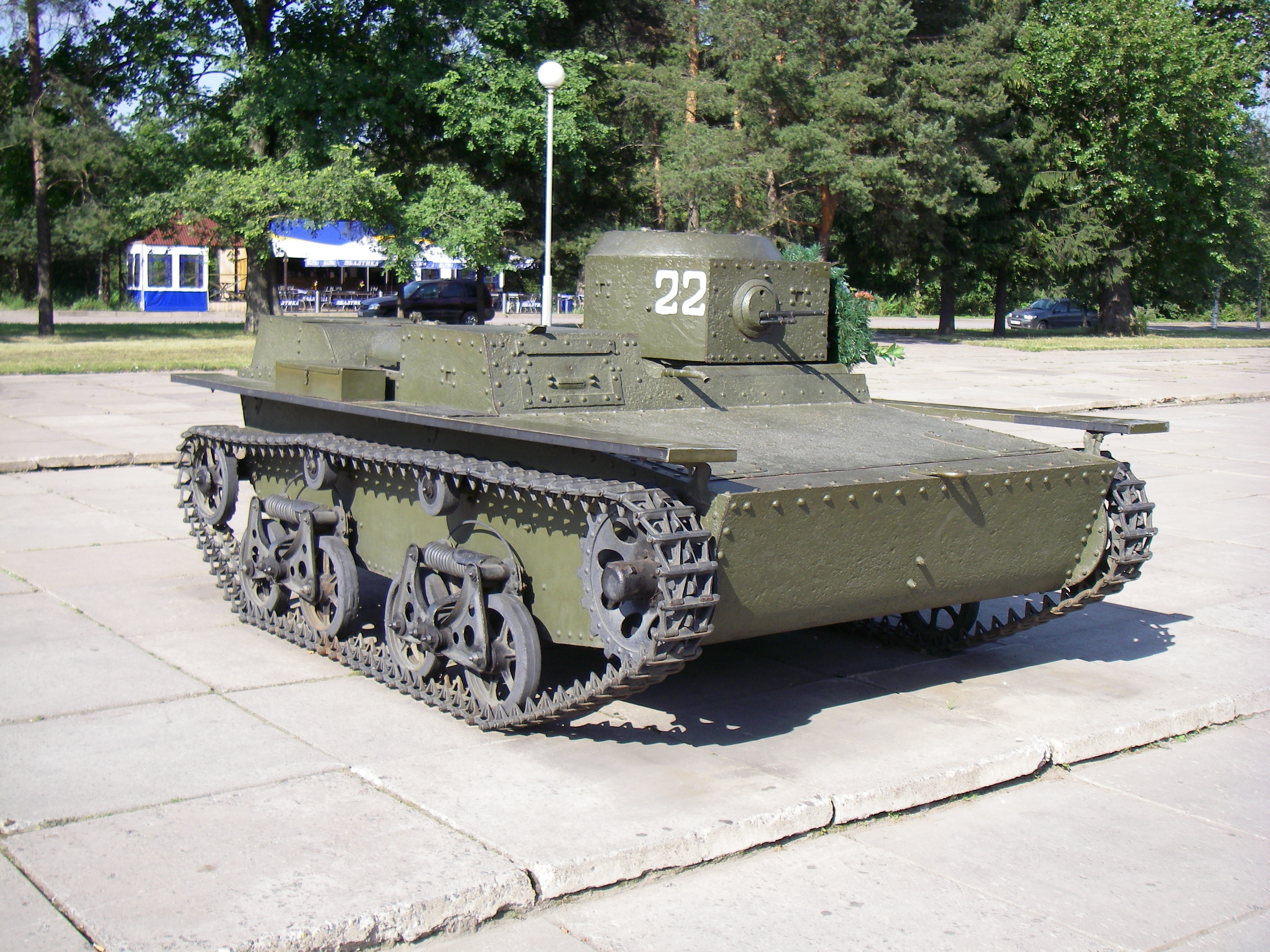
T-38 (1936–1939)
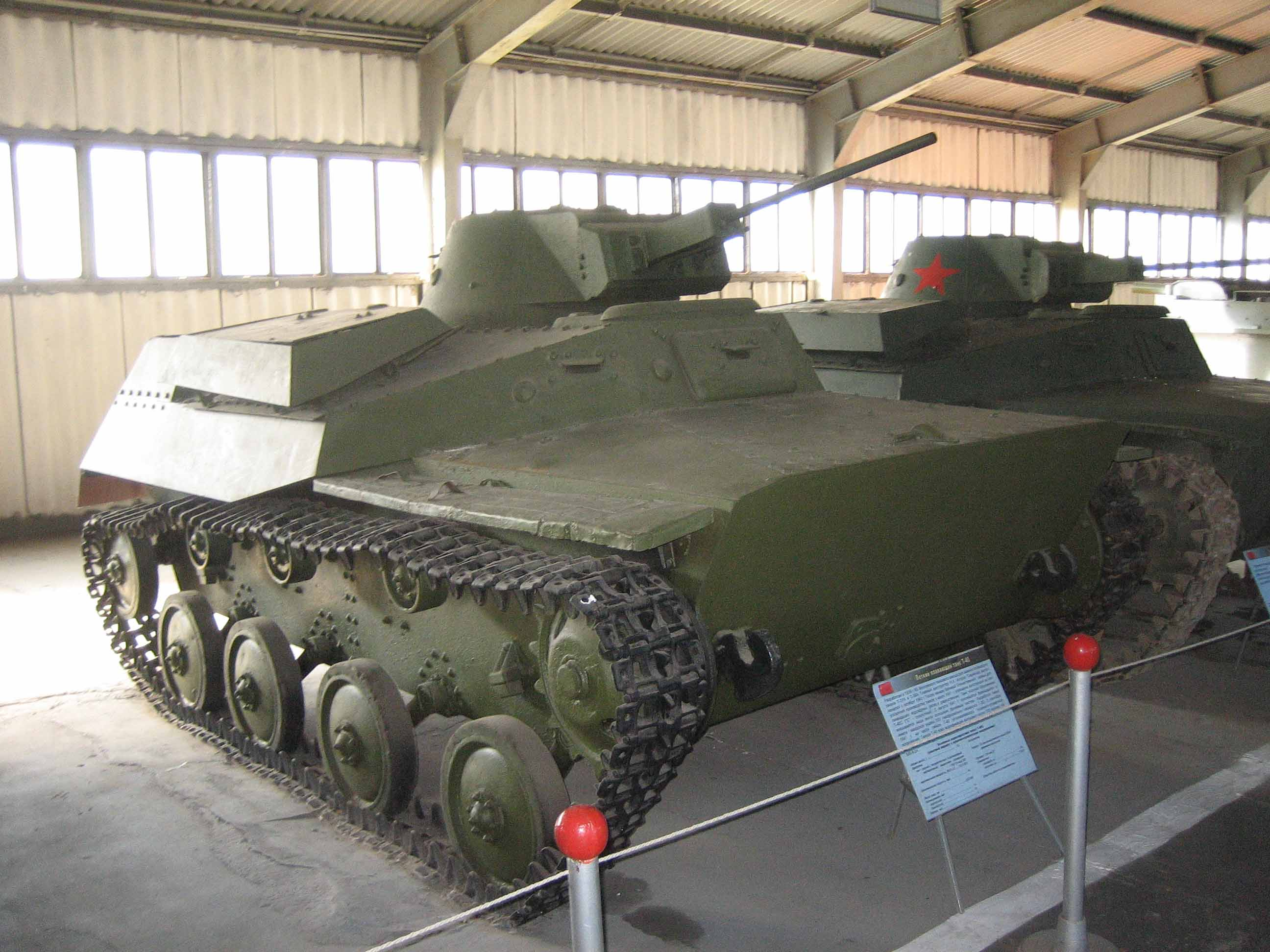
T-40 (1940–1941)
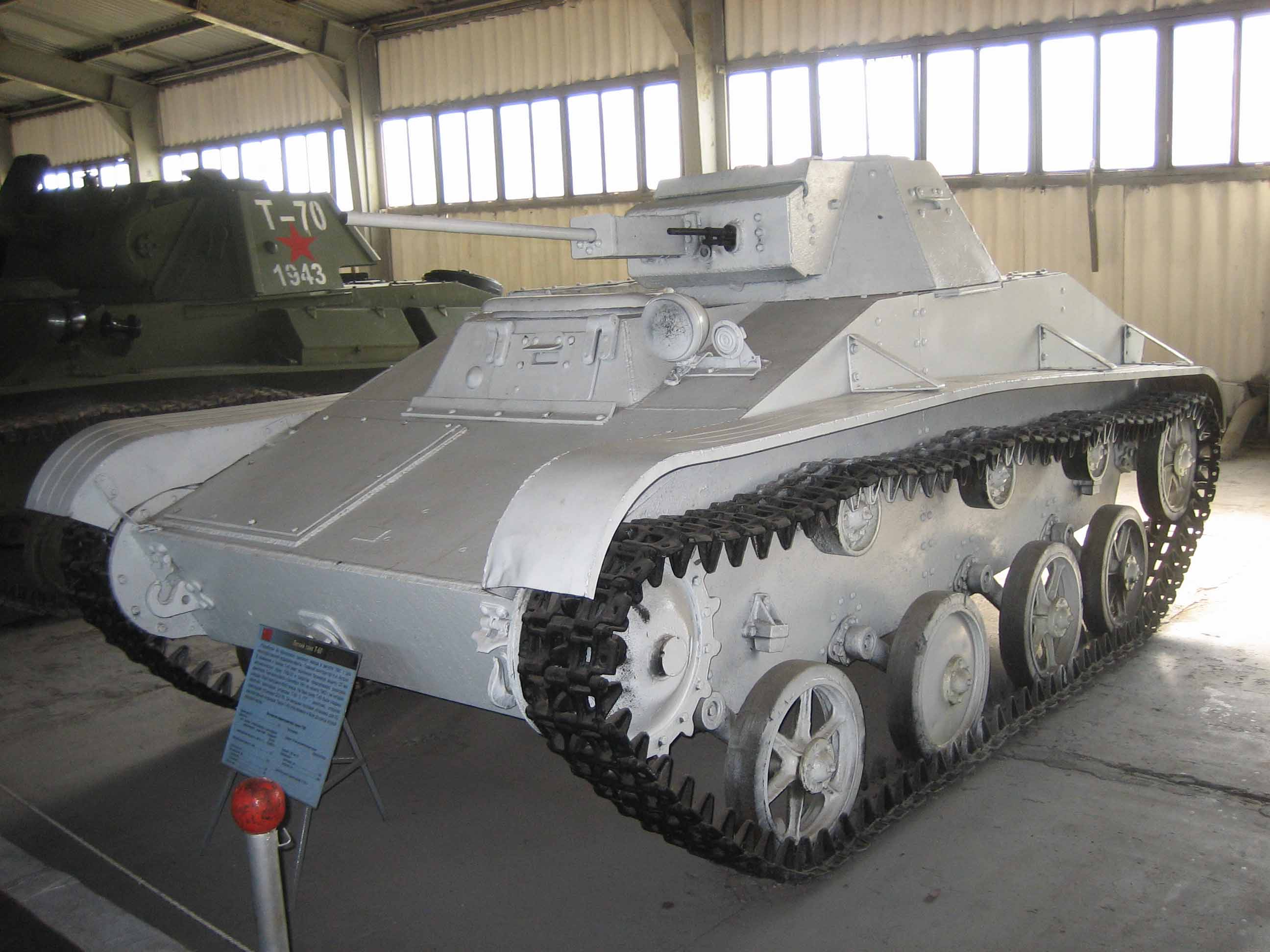
T-60 (1941–1943)